# 2018년 동계 올림픽 남북 단일 선수단
2018년 동계 올림픽 남북 단일 선수단은 2018년 동계 올림픽에서 대한민국과 조선민주주의인민공화국 대표팀의 아이스하키 선수팀이 코리아 선수단(Korea)라는 이름의 선수단으로 참가한 것을 말한다. 대한민국 선수단과 조선민주주의인민공화국 선수단과는 별개의 단일 선수단이다.
2018년 1월, 대한민국 여자 아이스하키 국가대표팀이 조선민주주의인민공화국 여자 아이스하키 국가대표팀과 남북 단일팀을 결성하여 경기에 출전한다는 계획이 발표됐다. 알파벳 약칭 코드로는 프랑스어 Corèe(코레)에서 따온 'COR'로 경기에 출전하게 된다.
이어 2018년 동계 올림픽 개막식에서는 개최국인 대한민국 대표팀과 조선민주주의인민공화국 대표팀이 자국 국기가 아닌 한반도기를 함께 들고 공동 입장했다.

## 아이스하키
개관
약칭:
- OT – 연장전 (Overtime)
- GWS – 패널티 슛아웃 경기

| 팀              | 경기 | 조별전    | 조별전    | 조별전    | 조별전 | 준준결승  | 준결승    | 결승 / 3위 | 결승 / 3위 |
| 팀              | 경기 | 상대 점수 | 상대 점수 | 상대 점수 | 순위   | 상대 점수 | 상대 점수 | 상대 점수  | 순위       |
| --------------- | ---- | --------- | --------- | --------- | ------ | --------- | --------- | ---------- | ---------- |
| 남북 단일대표팀 | 여자 | 스위스    | 스웨덴    | 일본      |        |           |           |            |            |

### 여자 토너먼트
본디 대한민국이 이번 올림픽 대회 개최국으로서 출전 자격을 획득하였다. 여기에 조선민주주의인민공화국 선수가 합류해 경기당 최소 3명이 출전하였다.
선수 명단
- 여자 종목 - 1팀 35인

예선
| 순위 | 팀         | 경기 | 승 | 연승 | 연패 | 패 | 득 | 실 | 차 | 승점 | 통과     |
| ---- | ---------- | ---- | -- | ---- | ---- | -- | -- | -- | -- | ---- | -------- |
| 1    | 스웨덴     | 0    | 0  | 0    | 0    | 0  | 0  | 0  | 0  | 0    | 준준결승 |
| 2    | 스위스     | 0    | 0  | 0    | 0    | 0  | 0  | 0  | 0  | 0    | 준준결승 |
| 3    | 일본       | 0    | 0  | 0    | 0    | 0  | 0  | 0  | 0  | 0    | 예선     |
| 4    | 코리아 (H) | 0    | 0  | 0    | 0    | 0  | 0  | 0  | 0  | 0    | 예선     |

| 2018년 2월 10일 (v) 21:10 | 스위스 | 8 : 0 | 코리아 | 강릉시 관동하키센터 |

|  |  |  |  |  |
|  |  |  |  |  |
|  |  |  |  |  |
|  |  |  |  |  |

| 2018년 2월 12일 (v) 21:10 | 스웨덴 | 21:10 | 코리아 | 강릉시 관동하키센터 |

| 2018년 2월 12일 (v) 16:40 | 코리아 | 16:40 | 일본 | 강릉시 관동하키센터 |

## 같이 보기
- 남북 단일팀
- 2018년 동계 올림픽 대한민국 선수단
- 2018년 동계 올림픽 조선민주주의인민공화국 선수단